# Supercoppa qatariota 2015 (pallavolo maschile)
La Supercoppa qatariota 2015 si è svolta il 20 novembre 2015: al torneo hanno partecipato due squadre di club qatariote e la vittoria finale è andata per la seconda volta consecutiva all'Al-Arabi Sports Club.

## Regolamento
Le squadre hanno disputato una gara unica.

## Squadre partecipanti
| Squadra   | Qualificazione                             | Ultima partecipazione     |
| --------- | ------------------------------------------ | ------------------------- |
| Al-Arabi  | Vincitrice Coppa dell'Emiro 2015           | Supercoppa qatariota 2014 |
| Al-Rayyan | Vincitrice Qatar Volleyball League 2014-15 | Supercoppa qatariota 2014 |

## Torneo
| 20 novembre 2015 Al-Arabi Hall, Doha Durata: ? - Spettatori: ? | Al-Arabi | 3 - 1 | Al-Rayyan | 23-25, 25-23, 25-23, 25-21 |